# Apple U1
Apple U1は、Appleが設計したチップ（SoC）。Apple製デバイスをUWB（超広帯域無線）に対応させるための専用チップであり、一般消費者向けの製品にUWBが搭載された初めてのケースである。

## 概要
正式名称はApple U1 TMKA75である。2019年9月10日（現地時間）に行われたApple Special Eventにて発表された。U1の「U」は、UWB（Ultra-wideband、超広帯域無線）の略。
UWBは、6.24GHzと8.2368GHzの2種類の周波数で送信されている。
UWBを搭載するデバイス同士の距離を正確に測定することができ、指向性のあるAirDrop機能やAirTag機能が利用できる。

## 搭載製品
- iPhone 11シリーズ（同世代のiPhone SE (第2世代)は非搭載）
- iPhone 12シリーズ
- iPhone 13シリーズ（同世代のiPhone SE (第3世代)は非搭載[5]）
- iPhone 14シリーズ
- iPhone 15シリーズ
- iPhone 16シリーズ（iPhone 16eは非搭載[6]）
- Apple Watch Series 6
- Apple Watch Series 7
- Apple Watch Series 8
- Apple Watch Ultra
- Apple Watch Series 9
- Apple Watch Ultra 2
- Apple Watch Series 10
- AirPods Pro(第２世代) MagSafe充電ケース
- AirTag